# Lorena Cabo
Lorena Cabo (n. 29 de noviembre de 1979 en Badalona), más conocida por su seudónimo Lena Valenti es una lectora y escritora profesional de más de 60 novelas de temática romántica, mitología y/o erótica. Ha sido publicada en México, Argentina, Italia, Alemania y Bulgaria.

## Biografía
Lorena Cabo Montero nació en noviembre de 1979 en Badalona, Provincia de Barcelona, Cataluña, España. Lectora profesional, ha trabajado como responsable de Prensa y Comunicación de la Casa del Libro y como diseñadora de webs. Tras publicar Quan va parlar el Buda en catalán, ha comenzado a publicar las novelas de su Saga Vanir, romances basados en mitología nórdica.
Escribe desde que tiene memori, especializada en publicar novela romántica, su Saga Vanir ha vendido 50.000 ejemplares solo en TRADE (Editorial Vanir) en dos años. Random compró los derechos para sacar toda la saga en DeBolsillo Bestseller con excelentes resultados.[cita requerida]
En 2012 la Saga Vanir fue publicada en [cita requerida]. En septiembre de 2012 salió a la venta un documental acerca de los libros. Por otra parte (Editorial Vanir) recibió en 2013 el premio Dama a la mejor editorial española del género romántico. También está pendiente de realización una guía oficial ilustrada de la saga a cargo del ilustrador Mikel Janín.
En la actualidad Lena imparte curso de escritura, redacción, creación de personajes y demás temas en cuanto a lo que la creación de libros se trata, en su academia para escritores www.vaniracademy.com.

### Como Lorena Cabo

#### Poesía en catalán
1. Quan va parlar el Buda (diciembre de 2008) (Ed. Omicron)

### Como Lena Valenti

#### Sagas

##### Saga Vanir
1. El libro de Jade  (enero de 2010) (Ed. Vanir) / Edición internacional (octubre de 2022) (Ed. Vanir)
2. El libro del Leder (septiembre de 2012) (Ed. Vanir)
3. El libro de la Sacerdotisa (septiembre de 2010) (Ed. Vanir) / Edición internacional (octubre de 2022) (Ed. Vanir)
4. El libro de la Elegida (febrero de 2011) (Ed. Vanir) / Edición internacional (octubre de 2022) (Ed. Vanir)
5. El libro de Gabriel (septiembre de 2011) (Ed. Vanir) / Edición internacional (octubre de 2022) (Ed. Vanir)
6. El libro de Miya (marzo de 2012) (Ed. Vanir) / Edición internacional (octubre de 2022) (Ed. Vanir)
7. El libro de la Alquimista (noviembre de 2012) (Ed. Vanir) / Edición internacional (diciembre de 2022) (Ed. Vanir)
8. El libro de Ardan (abril de 2013) (Ed. Vanir) / Edición internacional (diciembre de 2022) (Ed. Vanir)
9. El libro de Noah (diciembre de 2013) (Ed. Vanir) / Edición internacional (diciembre de 2022) (Ed. Vanir)
10. El libro de los Bardos (octubre de 2014) (Ed. Vanir) / Edición internacional (diciembre de 2022) (Ed. Vanir)
11. El libro del Ragnarök. Parte I (mayo de 2016) (Ed. Vanir) / Edición internacional (febrero de 2023) (Ed. Vanir)
12. El libro del Ragnarök. Parte II (mayo de 2016) (Ed. Vanir) / Edición internacional (febrero de 2023) (Ed. Vanir)
13. El libro del Asgard (junio de 2022) (Ed. Vanir)

##### Amos y Mazmorras
1. Amos y Mazmorras I: La Doma (noviembre de 2012) (Ed. Vanir)
2. Amos y Mazmorras II: El Torneo (noviembre de 2012) (Ed. Vanir)
3. Amos y Mazmorras III: La Misión (octubre de 2013) (Ed. Vanir)
4. Amos y Mazmorras IV: El Hechizo (octubre de 2013) (Ed. Vanir)
5. Amos y Mazmorras V: Sumisión (junio de 2014) (Ed. Vanir)
6. Amos y Mazmorras VI: Entrega (junio de 2014) (Ed. Vanir)
7. Amos y Mazmorras VII (diciembre de 2015) (Ed. Vanir)
8. Amos y Mazmorras VIII (diciembre de 2015) (Ed. Vanir)
9. Amos y Mazmorras IX: Palabra de Calavera. Parte 1 (julio de 2018) (Ed. Vanir)
10. Amos y Mazmorras X: Palabra de Calavera. Parte 2 (julio de 2018) (Ed. Vanir)
11. Amos y Mazmorras XI: Besos de Calavera. Parte 1 (diciembre de 2018) (Ed. Vanir)
12. Amos y Mazmorras XII: Besos de Calavera. Parte 2 (diciembre de 2018) (Ed. Vanir)
13. Amos y Mazmorras XIII: Venganza de Calavera. Parte 1 (mayo de 2019) (Ed. Vanir)
14. Amos y Mazmorras XIV: Venganza de Calavera. Parte 2 (mayo de 2019) (Ed. Vanir)

##### Las hermanas Balanzat
1. Sananda I (febrero de 2015) (Ed. Vanir)
2. Sananda II (octubre de 2016) (Ed. Vanir)
3. Sananda III (octubre de 2016) (Ed. Vanir)

##### ¿Y tú qué harías...?
1. ¿Y tú qué harías si...? (abril de 2015) (Ed. Vanir)
2. ¿Y tú qué harías por...? (octubre de 2015) (Ed. Vanir)

##### El diván de Becca
1. El diván de Becca (mayo de 2015) (Ed. Plaza & Janés) / Reedición  (noviembre de 2021) (Ed. Vanir)
2. El desafío de Becca (junio de 2015) (Ed. Plaza & Janés) / Reedición  (noviembre de 2021) (Ed. Vanir)
3. La decisión de Becca (julio de 2015) (Ed. Plaza & Janés) / Reedición  (noviembre de 2021) (Ed. Vanir)
4. La tentación de Becca (noviembre de 2021) (Ed. Vanir)
5. Becca y Chimpún (noviembre de 2021) (Ed. Vanir)

##### Hasta los huesos
1. Desafíame (noviembre de 2015) (Ed. Montena)
2. Huesos y cenizas (diciembre de 2016) (Ed. Vanir)
3. Fuego en los huesos (febrero de 2017) (Ed. Vanir)
4. La tumba en llamas (mayo de 2017) (Ed. Vanir)
5. El despertar del fénix (junio de 2017) (Ed. Vanir)

##### Sirens
1. Sirens 1 (diciembre de 2017) (Ed. Vanir)
2. Sirens 2 (mayo de 2018) (Ed. Vanir)
3. Sirens 3 (octubre de 2018) (Ed. Vanir)
4. Sirens 4 (diciembre de 2019) (Ed. Vanir)
5. Sirens 5 (marzo de 2020) (Ed. Vanir)

##### Lo que nunca te canté
1. Lo que nunca te canté: Cara A (febrero de 2019) (Ed. Vanir)
2. Lo que nunca te canté: Cara B (febrero de 2019) (Ed. Vanir)

##### La mediadora
1. En cuerpo y almas (junio de 2020) (Publicación independiente en Amazon)
2. A flor de piel (septiembre de 2021) (Publicación independiente en Amazon)
3. Las almas en pie (agosto de 2022) (Publicación independiente en Amazon)
4. Tatuada en ti (mayo de 2023) (Publicación independiente en Amazon)
5. Las voces de plata (septiembre de 2023) (Publicación independiente en Amazon)
6. Ecos del mañana (diciembre de 2024) (Publicación independiente en Amazon)

##### La Orden de Caín
1. La Orden de Caín (octubre de 2020) (Ed. Vanir)
2. Hijas de Lillith (marzo de 2021) (Ed. Vanir)
3. Marcada por Lobos (julio de 2021) (Ed. Vanir)
4. Besos de Artemisa (marzo de 2022) (Ed. Vanir)
5. Hora de brujas (noviembre de 2022) (Ed. Vanir)
6. Corazón hechizado (octubre de 2023) (Ed. Vanir)
7. Deseos paganos (octubre de 2024) (Ed. Vanir)

##### Trilogía del Fuego Sagrado
1. Guardiana de Fuego (enero de 2023) (Ed. Grijalbo)
2. Marcada por las Llamas (abril de 2023) (Ed. Grijalbo)
3. Caricias del Infierno (julio de 2023) (Ed. Grijalbo)

##### Bilogía Orgullo y poco juicio
1. Orgullo y poco juicio. Parte 1 (diciembre de 2023) (Ed. Vanir)
2. Orgullo y poco juicio. Parte 2 (diciembre de 2023) (Ed. Vanir)

##### Las Sombras del Alpha
1. Para verte mejor (mayo de 2024) (Ed. Vanir)
2. Para oírte mejor (noviembre de 2024) (Ed. Vanir)
3. Strawberry Bite (junio de 2025) (Ed. Vanir)
4. Para comerte mejor (julio de 2025) (Ed. Vanir)

#### Libros independientes
1. Panteras (marzo de 2014) (Ed. Vanir)
2. V de Valkyria (septiembre de 2017) (Ed. Vanir)
3. Sexo, postureo y drogas: Olivia Misssy (agosto de 2019) (Ed. Vanir)
4. La p*ta ama (diciembre de 2022) (Ed. Vanir)
5. Las zorras también lloran: Olivia Misssy (mayo de 2023) (Ed. Vanir)
6. Alianza de sangre (julio de 2024) (Ed. Grijalbo)
7. Nana de luces y sombras (abril de 2025) (Solo en Ed. Vanir)

#### Relatos
1. ¿Truco o trato? (2011): Relato escrito para Libros de Ensueño.
2. Por última vez (2011): Relato publicado en la Revista RománTica'S.
3. Jeremy (2019): Relato publicado en Luvan Magazine.

#### Otros trabajos
Dos PDF gratuitos de Vanir Academy con consejos de escritura: 
1. 10 consejos básicos para escribir tu novela (por Lena Valenti) (2019)
2. 15 consejos para escribir tu primer libro (por Valen Bailon) (2019)